# Orphulella pelidna
Orphulella pelidna es una especie de saltamontes de la subfamilia Gomphocerinae, familia Acrididae. Esta especie se distribuye en Norteamérica y Centroamérica.